# Seydlitz (Adelsgeschlecht)
Die Familie von Seydlitz (auch Seidlitz bzw. Zeidlitz) gehört zum schlesischen Uradel und erscheint erstmals urkundlich 1287 mit Otto de Sidelicz.

## Ursprung und Geschichte
Auf Grund ihrer Namensgebung vermutete der Historiker Johann Sinapius einen vandalischen Ursprung des Geschlechts derer von Seidlitz und erwähnt in seinen Schlesischen Curiositäten, dass sie bereits in den wendischen Kriegen um das Jahr 931 rittermäßige Soldaten gewesen sein sollen. Weiter wird berichtet, dass sich 627 ein Robert Seidlitz als Ritter auf dem Heereszug in das Heilige Land befand und dort neben anderen Rittern seinen Geist Gott aufgeopfert haben soll. Mitte des 7. Jahrhunderts soll ein Bernhard Seidlitz († 653 Rom) als Zeremonienmeister von Eugen I. gedient haben, im Jahr 1010 Konrad Seidlitz als Domkantor in Bamberg.
Das Geschlecht erscheint urkundlich erstmals am 12. Juni 1287 mit Otto de Sidelicz und weitere Mitglieder des Geschlechts treten gesichert im 13. Jahrhundert als castellani (Burggesessene) und barones auf, deren Stammhäuser sich in Thüringen und Böhmen sowie in Schlesien befanden. Ein gemeinsamer Ursprung mit dem schlesischen Geschlecht von Kurzbach wird auf Grund der Wappengleichheit vermutet. Das Geschlecht existiert noch in drei Stämmen: von Seydlitz und Gohlau, von Seydlitz-Kurzbach und von Seidlitz und Ludwigsdorf, deren näherer genealogischer Zusammenhang bisher nicht feststeht. Seit dem 25. August 1858 besteht ein Geschlechtsverband.

## Wappen
Das Stammwappen zeigt in Silber drei rote Fische übereinander. Auf dem Helm mit rot-weißen Decken sind zwei aufwärts geschrägte Turnierlanzen mit Fähnlein verwechselter Farbe zwischen einem roten und einem silbernen Büffelhorn angebracht und mit diesen verschränkt.

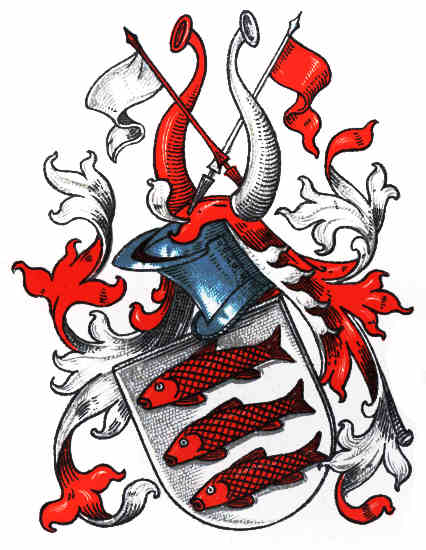
Stammwappen derer von Seidlitz-Ludwigsdorf
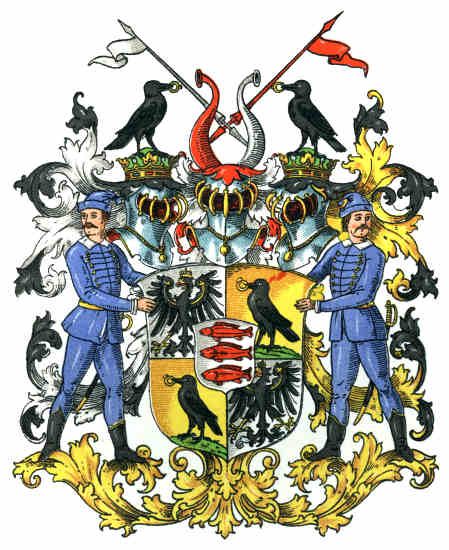
Wappen derer von Seydlitz -Sandreczki
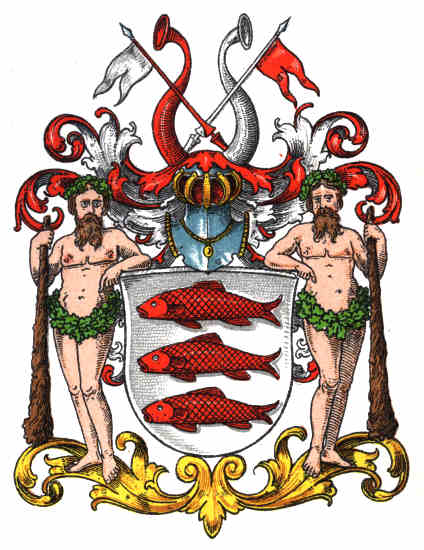
Wappen derer von Seydlitz und Kurzbach

## Bekannte Familienmitglieder

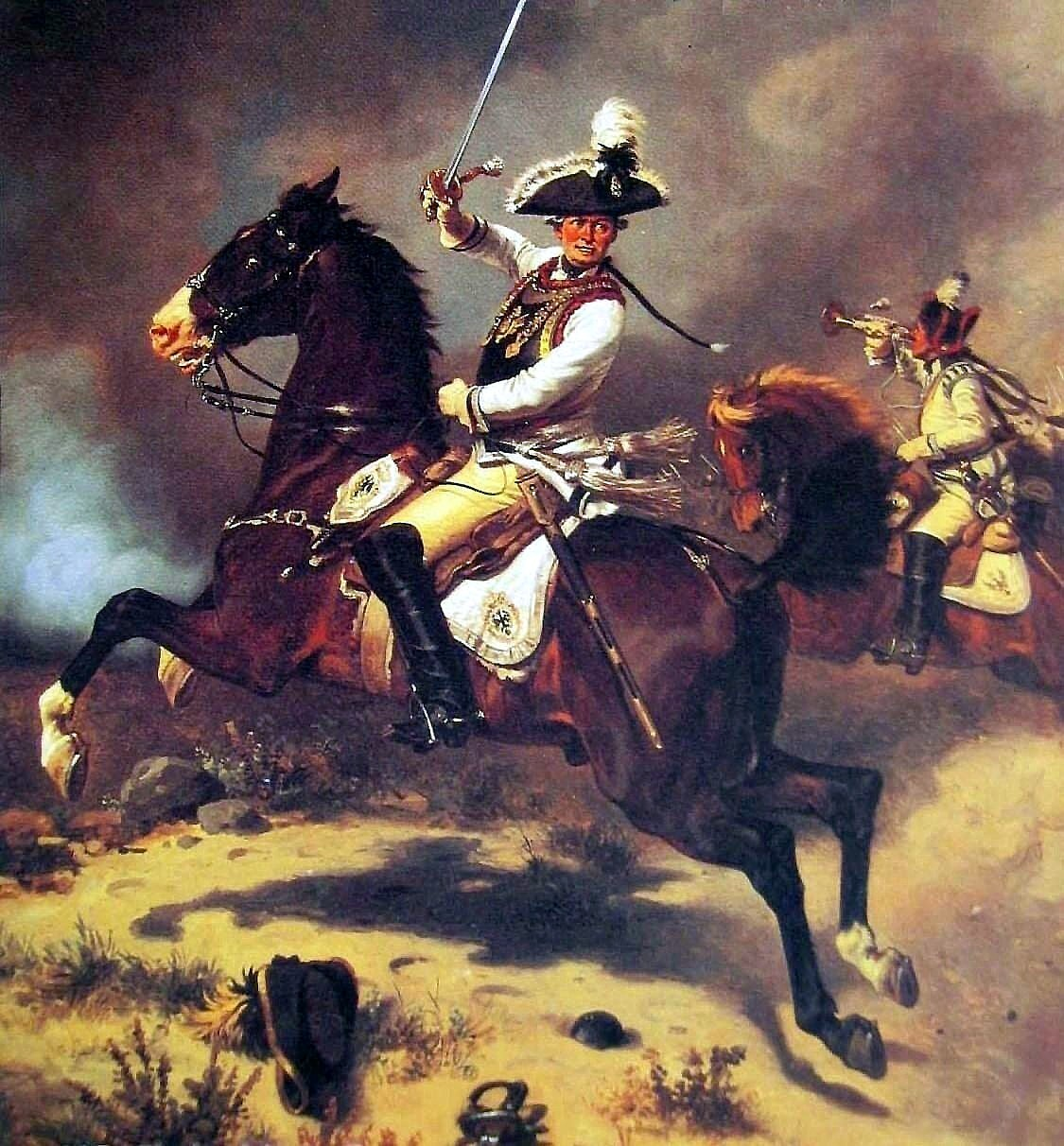
Kavalleriegeneral Friedrich Wilhelm von Seydlitz (1721–1773) in der Schlacht von Zorndorf (1758)

- Johann Friedrich von Seidlitz (1684–1763), erster Landrat im Kreis Striegau
- Ernst Julius Sigismund von Seidlitz (1695–1766), Graf auf Peilau, Gründer der Herrnhuter Brüdergemeine in Gnadenfrei, Onkel der Pflegemutter von Karl von Holtei
- Alexander Gottlieb von Seydlitz (1700–1782), preußischer Generalmajor
- Carl Sigismund von Seidlitz (1709–1762), preußischer Landrat
- Carl Siegmund von Seidlitz (um 1710–1767), preußischer Landrat
- Friedrich Wilhelm von Seydlitz (1721–1773), preußischer Kavalleriegeneral
- Ernst Friedrich von Seydlitz (1768–1829), Ritterschaftsrat, Bildungsmäzen,[2] u. a. in Berlin[3][4][5]
- Florian von Seydlitz (1777–1832), preußischer Generalmajor
- Ernst von Seydlitz-Kurzbach (1784–1849), Begründer der Seydlitz'schen Geographie
- Hermann von Seydlitz-Kurzbach (1810–1895), preußischer Generalleutnant
- Rudolf von Seydlitz-Kurzbach (1812–1870), deutscher Rittergutsbesitzer und Hofbeamter
- Kurt von Seydlitz-Kurzbach (1849–1913), preußischer Generalmajor
- Woldemar von Seidlitz (1850–1922), Kunsthistoriker
- Ernst Julius von Seidlitz-Sandreczki (1863–1930), deutscher Majoratsherr und Parlamentarier
- Adolf von Seidlitz (1865–1943), Landrat, Mitglied des preußischen Abgeordnetenhauses
- Wilfried von Seidlitz (1880–1945), deutscher Geologe und Paläontologe
- Walther von Seydlitz-Kurzbach (1888–1976), deutscher General des Zweiten Weltkrieges, Vizepräsident des Nationalkomitees Freies Deutschland
- Adolf von Seydlitz-Sandreczki (1896–1945), Gutsbesitzer und Mitglied im Landesbruderrat der schlesischen Bekennenden Kirche; Generallandschaftsdirektor
- Joachim von Seydlitz-Kurzbach (1911–2005), deutscher Brigadegeneral und Nachrichtendienstler
- Friedrich Wilhelm von Seydlitz-Kurzbach (1914–2009), ehemaliger Vorstandsvorsitzender der Paul Hartmann AG
- Werner von Seydlitz (1927–2016), schwedischer Unternehmer, geboren in Ostpreußen. Gründer der Gesellschaft MP-Bolagen in Vetlanda, Schweden.

## Schiffe mit dem NamenSeydlitz
- Seydlitz des Norddeutschen Lloyd, deutsches Hilfsschiff im Ersten Weltkrieg
- Seydlitz, Großer Kreuzer (Schlachtkreuzer) der deutschen Kaiserlichen Marine
- Seydlitz, Schwerer Kreuzer der deutschen Kriegsmarine, unvollendet

## Seydlitz-Stiftungen
Der Ritterschaftsrat Ernst Friedrich von Seydlitz hinterließ ein Vermögen von 90.000 Reichstalern und setzte diese in verschiedene Bildungseinrichtungen in Berlin ein. Daraus entstand eine Stiftung, für Stipendiaten, hauptsächlich am damaligen Gewerbe-Institut Berlin, auch Gewerbe-Akademie genannt, dem Vorläufer der heutigen TU Berlin. Etwa ein Zehntel der Bewerber dort erhielten das Seidlitz-Stipendium. Die Stiftung bestand mindestens bis 1928.
Des Weiteren hat der Vater des Autors Oscar Maria von Seydlitz, Gutsherr auf Meyershof bei Dorpat in Livland, eine Familien-Stiftung begründet.

## Weitere Literatur
- E. v. Seydlitzsche Geographie. In vier Ausgaben. C. Größere Schul-Geographie, Ferdinand Hirt, Breslau 1892.